# Брендан Фрейзер
Бре́ндан Джеймс Фре́йзер (англ. Brendan James Fraser; нар. 3 грудня 1968, Індіанаполіс, Індіана) — американський актор канадського походження. Найбільш відомий ролями у фільмах «Мумія», «Мумія повертається», «Мумія: Гробниця імператора драконів», «Джордж із джунглів». За роль у фільмі «Кит» отримав премії «Оскар», Премію Гільдії кіноакторів США та «Вибір критиків» у категорії «Найкраща чоловіча роль».

## Життєпис

### Молоді роки
Народився 3 грудня 1968 року в США, в місті Індіанаполіс у родині канадців Керол Мері (уродженої Дженере) та Пітера Фрейзера. Наймолодший з їхніх чотирьох синів.
Його мати була продавцем-консультантом, а батько — колишнім журналістом, який працював співробітником канадської дипломатичної служби в урядовому офісі з питань туризму. Це зумовило стиль життя як його сім'ї, так і самого Брендана. Вже в дитинстві майбутній актор встиг пожити в багатьох містах Сполучених Штатів, а також за їх межами — в Канаді та Європі. Акторський талант помітили досить рано, коли підлітку було всього 12 років. На той момент родина проживала в Лондоні, і Брендан почав виступати в лондонських театрах, ба більше: навіть мав досить великий успіх. Але через деякий час Фрейзери повернулися до США, і Брендану своє навчання акторській майстерності довелося продовжити вже в Сіетлі. На цьому переїзди не закінчилися, і наступним містом, в якому молодий талант відточував свої навички, стало вже Торонто — сім'я перебралася до Канади. Вже звідти молодий Брендан вирушив до Голлівуду, щоб у 23 роки зіграти свою першу роль на великому екрані.

### Акторська кар'єра
У 1991 році відбувся кінодебют: він зіграв невелику роль в картині Ненсі Севока «Дурне парі». Протягом кількох наступних років актор знявся у ряді комедій, таких як «Заморожений каліфорнієць», «Янгер і Янгер», «Пустоголові» і «Скаут».
Перший серйозний успіх прийшов у 1997 році, коли Брендан зіграв головну роль у пародії на Тарзана — картині Сема Вайзмана «Джордж із Джунглів». Картина дозволила йому продемонструвати всю свою чарівливість і привабливість, а також надала можливість показати безсумнівне комічне обдарування. Сам Фрейзер називає участь у цьому фільмі однією з поворотних віх в його артистичній кар'єрі.
Ще однією акторською удачею стала роль садівника у фільмі «Боги і монстри», яка розкрила в ньому талант драматичного актора і довела критикам, що він здатний не тільки на ролі, які експлуатують його зовнішність і природну чарівність.
Ще за рік здобув світову популярність, знявшись у бестселері Стівена Соммерса «Мумія» (1999). Цей фільм зібрав у прокаті понад 400 млн доларів і став одним з найпопулярніших кінохітів 90-х років.
У 2000 році на екрани вийшла комедія «Засліплений бажаннями» — ремейк однойменної картини 1967 року. Партнеркою Брендана Фрейзера по знімальному майданчику стала англійська актриса і модель Елізабет Герлі.
Пізніше знявся в сиквелі «Мумії» — фільмі «Мумія повертається». Продовження виявилося не менш успішним, ніж перша частина.
У 2004-му на екрани вийшла кримінальна драма Пола Гаґґіса «Зіткнення», яка завоювала три премії «Оскар» — у номінаціях «Найкращий фільм», «Найкращий монтаж» і «Найкращий оригінальний сценарій».
У 2008-му пройшли відразу три гучні прем'єри за участю актора: «Мумія: Гробниця імператора Драконів», екранізація роману Жуля Верна «Подорож до центру Землі» і казковий фільм «Чорнильне серце», знятий за твором Корнелії Фуке. У всіх трьох картинах зіграв головні ролі.
У 2010 році на екрани вийшла комедія «Помста пухнастих», в якій Брендан Фрейзер виступив не тільки як актор, але і як виконавчий продюсер. Однак, ця картина отримала негативні відгуки критиків і ледь окупилася в прокаті.

## Особисте життя
У 1994 році Брендан Фрейзер, тоді ще нікому не відомий актор-початківець, познайомився з дівчиною Ефтон Сміт. Дізнавшись, що вони народилися в один день (Ефтон рівно на рік старша за Брендана), Фрейзер вирішив, що знайшов свою долю, але ще чотири роки перевіряв стосунки на міцність. У 1998 році Брендан освідчився. У них народилося троє синів: Гріффін Артур (2002), Ґолден Флетчер (2004) та Леланд (2006). 2007 р. цей шлюб розпався.

## Фільмографія

### Кінофільми
| Рік  |    | Українська назва                   | Оригінальна назва                     | Роль                    |
| ---- | -- | ---------------------------------- | ------------------------------------- | ----------------------- |
| 1991 | ф  | Безглузде парі                     | Dogfight                              | моряк                   |
| 1992 | ф  | Хлопець з Енсіно                   | Encino Man                            | Лінк                    |
| 1992 | ф  | Шкільні зв'язки                    | School Ties                           | Девід Грін              |
| 1993 | ф  | Двадцять доларів                   | Twenty Bucks                          | Сем Мастревський        |
| 1994 | ф  | З почестями                        | With Honors                           | Монтгомері Кесслер      |
| 1994 | ф  | Порожні голови                     | Airheads                              | Честер Дербі            |
| 1994 | ф  | Скаут                              | The Scout                             | Стів Небраска           |
| 1995 | ф  | Темний полудень                    | The Passion of Darkly Noon            | Дарклі Нун              |
| 1995 | ф  | Зараз і тоді                       | Now and Then                          | ветеран В'єтнаму        |
| 1996 | ф  | Місіс Вінтернбоорн                 | Mrs. Winterbourne                     | Білл / Г'ю Вінтерборн   |
| 1996 | ф  | Блиск слави                        | Glory Daze                            | Даг                     |
| 1997 | ф  | Джордж із джунглів                 | George of the Jungle                  | Джордж                  |
| 1997 | ф  | Останній подих                     | Still Breathing                       | Флетчер Макбраккен      |
| 1998 | ф  | Боги і монстри                     | Gods and Monsters                     | Клейтон Бун             |
| 1999 | ф  | Вибух з минулого                   | Blast from the Past                   | Адам                    |
| 1999 | ф  | Мумія                              | The Mummy                             | Рік О’Коннелл           |
| 1999 | ф  |                                    | Dudley Do-Right                       | Дадлі                   |
| 2000 | ф  | Засліплений бажаннями              | Bedazzled                             | Елліот Річардс          |
| 2001 | ф  | Мумія повертається                 | The Mummy Returns                     | Рік О’Коннелл           |
| 2001 | ф  | Мавпяча кістка                     | Monkeybone                            | Стю Майлі               |
| 2002 | ф  | Тихий американець                  | The Quiet American                    | Олден Пайл              |
| 2003 | ф  | Луні Тюнз: Знову в дії             | Looney Tunes: Back in Action          | Деміан "D.J." Дрейк     |
| 2004 | ф  | Зіткнення                          | Crash                                 | Рік Кебот               |
| 2006 | ф  | Подорож на край ночі               | Journey to the End of the Night       | Пол                     |
| 2006 | ф  | В останній раз                     | The last time                         | Джеймі Бешент           |
| 2007 | ф  | Повітря, яким я дихаю              | The Air I Breathe                     | Насолода                |
| 2008 | ф  | Подорож до центру Землі            | Journey to the center of the Earth    | Тревор Андерсон         |
| 2008 | ф  | Мумія: Гробниця імператора-дракона | The Mummy: Tomb of the Dragon Emperor | Рік О’Коннелл           |
| 2008 | ф  | Чорнильне серце                    | Inkheart                              | Мортімер Фолхарт        |
| 2009 | ф  | Джі Ай Джо: Атака Кобри            | G. I. Joe                             | Джеффрі Стоун IV        |
| 2010 | ф  | Крайні заходи                      | Extraordinary Measures                | Джон Кроулі             |
| 2010 | ф  | Помста пухнастих                   | Furry Vengeance                       | Ден Сандерс             |
| 2013 | мф | Втеча з планети Земля              | Escape from Planet Earth              | Скорч Супернова (голос) |
| 2013 | ф  | Справа в тобі                      | A Case of You                         | Тоні                    |
| 2013 | ф  | Хроніки ломбарду                   | Pawn Shop Chronicles                  | Рікі                    |
| 2014 | мф | Реальна білка                      | The Nut Job                           | Ґрейсон (голос)         |
| 2019 | ф  | Отруйна троянда                    | The Poison Rose                       | доктор Майлз Мітчел     |
| 2020 | ф  | За завісою ночі                    | Behind The Curtain Of Night           | Анімус / Роней          |
| 2021 | ф  | Без різких рухів                   | No Sudden Move                        | Джонс                   |
| 2022 | ф  | Бетгерл (скасований фільм)         | Batgirl                               | Гарфілд Ліннс / Світляк |
| 2022 | ф  | Кит                                | The Whale                             | Чарлі                   |
| 2023 | ф  | Вбивці квіткової повні             | Killers of the Flower Moon            | Гамільтон               |
| 2024 | ф  | Брати                              | Brothers                              | Фарфул                  |
|      | ф  | Жертвопринесення                   | Sacrifice                             |                         |

### Телебачення
| Рік       |    | Українська назва                  | Оригінальна назва                 | Роль                                                         |
| --------- | -- | --------------------------------- | --------------------------------- | ------------------------------------------------------------ |
| 1991      | тф | Дитя темряви, дитя світла         | Child of Darkness, Child of Light | друг Джона                                                   |
| 1995      | с  | Занепалі янголи                   | Fallen Angels                     | Джонні Лемб (Епізод: "The Professional Man")                 |
| 1997      | с  | Суботнього вечора в прямому ефірі | Saturday Night Live               | у ролі самого себе (Епізод: "Brendan Fraser/Björk")          |
| 1998      | мс | Сімпсони                          | The Simpsons                      | Бред (Епізод: "King of the Hill")                            |
| 1999      | с  | Суботнього вечора в прямому ефірі | Saturday Night Live               | у ролі самого себе (Епізод: "Brendan Fraser/The Roots")      |
| 2000—2005 | мс | Король гори                       | King of the Hill                  | Девід Калаікі-Алій / Ірв Беннетт / Джиммі Берден (2 епізоди) |
| 2002—2004 | с  | Клініка                           | Scrubs                            | Бен Салліван (3 епізоди)                                     |
| 2015      | с  |                                   | Texas Rising                      | Біллі Андерсон (5 епізодів)                                  |
| 2016—2017 | с  |                                   | The Affair                        | Джон Гюнтер (6 епізодів)                                     |
| 2018      | с  | Траст                             | Trust                             | Джеймс Флетчер Чейз (8 епізодів)                             |
| 2018      | с  | Кондор                            | Condor                            | Нейтан Фоулер (6 епізодів)                                   |
| 2018      | с  | Титани                            | Titans                            | Кліфф Стіл / Роботмен (Епізод: "Doom Patrol")                |
| 2019—2023 | с  | Фатальний патруль                 | Doom Patrol                       | Кліфф Стіл / Роботмен (46 епізодів)                          |
| 2020      | с  | Професіонали                      | Professionals                     | Пітер Свонн (10 епізодів)                                    |

## Нагороди та номінації
| Нагорода                            | Рік  | Категорія                                  | Робота            | Результат |
| ----------------------------------- | ---- | ------------------------------------------ | ----------------- | --------- |
| Оскар                               | 2023 | Найкраща чоловіча роль                     | Кит               | Перемога  |
| BAFTA                               | 2023 | Найкраща чоловіча роль                     | Кит               | Номінація |
| Золотий глобус                      | 2023 | Найкраща чоловіча роль у фільмі — драма    | Кит               | Номінація |
| Премія Гільдії кіноакторів США      | 2006 | Найкращий акторський склад в ігровому кіно | Зіткнення         | Перемога  |
| Премія Гільдії кіноакторів США      | 2023 | Найкраща чоловіча роль                     | Кит               | Перемога  |
| Кінопремія «Вибір критиків»         | 2006 | Найкращий акторський склад                 | Зіткнення         | Перемога  |
| Кінопремія «Вибір критиків»         | 2023 | Найкращий актор                            | Кит               | Перемога  |
| Critics' Choice Super Awards        | 2022 | Найкращий актор супергеройського серіалу   | Фатальний патруль | Номінація |
| Critics' Choice Super Awards        | 2023 | Найкращий актор супергеройського серіалу   | Фатальний патруль | Номінація |
| Міжнародний кінофестиваль у Торонто | 2022 | Tribute Actor Award                        | Н/Д               | Перемога  |
| Готем                               | 2005 | Найкращий акторський склад                 | Зіткнення         | Номінація |
| Готем                               | 2022 | Найкраща акторська робота в головній ролі  | Кит               | Номінація |
| Голлівудська асоціація кінокритиків | 2023 | Найкращий актор                            | Кит               | Перемога  |
| Сатурн                              | 2000 | Найкращий кіноактор                        | Мумія             | Номінація |